# 合同海上部隊
| オーストラリア · バーレーン · ベルギー · ブラジル · カナダ · デンマーク · フランス · ドイツ · ギリシャ · イタリア · イラク · 日本 · ヨルダン · 韓国 · クウェート · オランダ · ニュージーランド · ノルウェー · マレーシア · パキスタン · ポルトガル · フィリピン · カタール · サウジアラビア · セーシェル · シンガポール · スペイン · タイ王国 · トルコ · アラブ首長国連邦 · イギリス · アメリカ · イエメン |

合同海上部隊（ごうどうかいじょうぶたい、Combined Maritime Forces、CMF）は、運用・指揮の分野における多国間連携作戦の調整を提供するため、2002年2月にアメリカ中央軍・アメリカ中央海軍の隷下に埋め込まれる形で設立された、中東・アフリカ・南アジアの交通過多な海域（紅海・ペルシア湾・アデン湾・オマーン湾・アラビア海・インド洋を含む）における対海賊・対テロ作戦（海上阻止行動や海上治安活動）を実施して民間海運に保安・警備を提供する、国際的な海軍のパートナーシップである。
CMFの要員や艦船は、33ヶ国から拠出され、以下の3つの主要な部隊に編成されている。
- 第150合同任務部隊（CTF-150） - 海上治安活動（海上阻止行動）・対テロ作戦[2][3]
- 第151合同任務部隊（CTF-151） - 対海賊作戦（ソマリア沖の海賊）[4][5]
  - CTF-151が運用するオーシャン・シールド作戦には、北大西洋条約機構が第1常設NATO海洋グループとして参加している他、中国人民解放軍海軍（江凱型フリゲート526番艦「温州」）など他の国々も参加している。
- 第152合同任務部隊（CTF-152） - ペルシア湾内の海上治安活動協力[6]

他に廃止されたものとして、第158合同任務部隊などがある。